# Bastutjärnarna
Bastutjärnarna är en sjö i Sundsvalls kommun i Medelpad och ingår i Selångersåns huvudavrinningsområde.